# Cratere Tokko
Tokko  è un cratere sulla superficie di Marte.